# Charles Eames

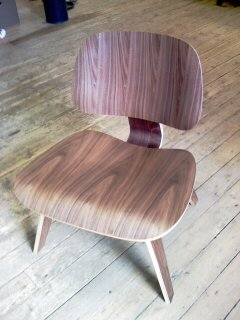
Eames' houten stoel

Charles Eames (Saint Louis (Missouri), 17 juni 1907 — Los Angeles (Californië), 21 augustus 1978) was een Amerikaans ontwerper, architect en filmregisseur. Hij is samen met zijn tweede vrouw Ray verantwoordelijk voor vele klassieke ontwerpen uit de 20e eeuw.

## Biografie
Hij werd geboren als Charles Ormond Eames Jr.. Toen hij veertien jaar oud was, werkte hij in de Laclede Steel Company als deeltijds medewerker, waar hij veel leerde over architectonisch tekenen.
Vervolgens ging hij architectuur studeren op de Washington University in Saint Louis. Hij stelde voor om meer over Frank Lloyd Wright te gaan leren, maar zijn professoren waren hierin niet geïnteresseerd. Later werd hij van school gestuurd. 'Zijn inzichten over architectuur waren te modern', aldus een van zijn professoren. Op deze school ontmoette hij tevens zijn eerste vrouw, Caterina Woermann, met wie hij trouwde in 1929. Een jaar later kregen ze hun eerste dochter, Lucia.
Net voor de Tweede Wereldoorlog werkte hij samen met Eero Saarinen waarbij onder andere in 1940 de Organic Chair werd ontwikkeld.
In 1941 scheidde hij van Caterina, en trouwde met zijn medewerkster Ray Kaiser, die geboren is in Sacramento, Californië. Later verhuisde hij naar Los Angeles, waar hij voor de rest van zijn leven zou wonen en leven. In het eind van de jaren veertig maakte het echtpaar deel uit van het Case Study House-programma, waarin zij het Eames House ontwierpen.
In 1977 maakten ze samen de korte film/documentaire Powers of Ten, die de relatieve verhoudingen van dingen van microscopisch tot kosmisch niveau toont in machten van tien.
Eames was een inspiratie voor andere vakgenoten, onder wie de Deense ontwerpster Grete Jalk.